# Cainsville
Cainsville és una població dels Estats Units a l'estat de Missouri. Segons el cens del 2000 tenia 370 habitants.

## Demografia
Segons el cens del 2000, Cainsville tenia 370 habitants, 168 habitatges, i 102 famílies. La densitat de població era de 104,3 habitants per km².
Dels 168 habitatges en un 28,6% hi vivien nens de menys de 18 anys, en un 51,2% hi vivien parelles casades, en un 8,3% dones solteres, i en un 38,7% no eren unitats familiars. En el 36,3% dels habitatges hi vivien persones soles el 22,6% de les quals corresponia a persones de 65 anys o més que vivien soles. El nombre mitjà de persones vivint en cada habitatge era de 2,2 i el nombre mitjà de persones que vivien en cada família era de 2,89.
Per edats la població es repartia de la següent manera: un 23% tenia menys de 18 anys, un 5,7% entre 18 i 24, un 27,6% entre 25 i 44, un 21,6% de 45 a 60 i un 22,2% 65 anys o més.
L'edat mediana era de 41 anys. Per cada 100 dones de 18 o més anys hi havia 91,3 homes.
La renda mediana per habitatge era de 21.250 $ i la renda mediana per família de 26.944 $. Els homes tenien una renda mediana de 23.125 $ mentre que les dones 17.625 $. La renda per capita de la població era de 12.046 $. Entorn del 16,7% de les famílies i el 21,5% de la població estaven per davall del llindar de pobresa.

## Poblacions més properes
El següent diagrama mostra les poblacions més properes.